# Koren Shadmi
Koren Shadmi és un il·lustrador i dibuixant israelianoestatunidenc. Als 17 anys, Shadmi va publicar la seva primera novel·la gràfica a Israel, Profile 107, una col·laboració de mentor del dibuixant Uri Fink. Shadmi es va traslladar el 2002 a Nova York per estudiar a l'Escola d'Arts Visuals, on ara imparteix classes.
Els còmics de Shadmi s'han publicat a França, Itàlia, Espanya, Israel i els Estats Units. El seu primer llibre en anglès, In The Flesh, –una col·lecció de còmics relacionats amb les relacions– va ser publicada per Random House el 2009. La seva historieta curta "Antoinette" va ser seleccionada per a l'antologia de 2009 de Best American Comics editat per Charles Burns.
És el creador del còmic web de misteri The Abaddon, basat lliurement en el joc existencial de No Exit de Jean-Paul Sartre. The Abaddon va ser publicat en forma de llibre per Z2 Comics el 2015 amb reconeixement de la crítica.
El 2015 Shadmi va il·lustrar el llibre Mike's Place: A True Story of Love, Blues, and Terror in Tel Aviv publicat per First Second Comics.
El 2016, Shadmi va publicar el còmic semi-autobiogràfic Love Addict: Confessions of a Serial Dater amb Top Shelf. El llibre tracta dels perills de les cites en línia.
Per a la primavera de 2017, es va realitzar amb la col·laboració de David Kushner, Rise of the Dungeon Master. La novel·la gràfica es basa en un article de WIRED escrit pel guardonat Kushner, perfilat per Gary Gygax, el fundador del joc de rol a taula Dungeons & Dragons.
Els clients d'il·lustracions de Shadmi inclouen: The New York Times, The Wall Street Journal, Mother Jones, Playboy, BusinessWeek, The Village Voice, The Washington Post, The Boston Globe, Wired, Spin, ESPN the Magazine, Popular Mechanics, Random House, W.W Norton, The Weinstein Company, The New Yorker, i molts altres.
Shadmi viu i treballa actualment a Brooklyn, NY.

## Premis
- Premi Albert Dorne, Society of Illustrators (2006)
- Premi Gran Guinigi, Lucca Comics and Games Festival, Italy (2008)
- Antoinette (relat) va ser seleccionat per a l'antologia Best American Comics 2009, editat per Charles Burns (2009)
- Medalla d'or a la categoria ″No presentat″, Society of Illustrators (2011)
- Premi Rudolph Dirks a la categoria ″Madur/Eròtic″, German Comic Con (2016)[10]